# دورا پولیچ
دورا پولیچ (انگلیسی: Dora Polić؛ زادهٔ ۳۰ اوت ۱۹۷۱) بازیگر اهل کرواسی است. وی از سال ۱۹۹۵ میلادی تاکنون مشغول فعالیت بوده‌است.